# Saint-Priest-de-Gimel
 Saint-Priest-de-Gimel  (en occitano Sent Préch de Gimel) es una comuna y población de Francia, en la región de Lemosín, departamento de Corrèze, en el distrito de Tulle y cantón de Tulle-Campagne-Sud.
Su población en el censo de 2008 era de 467 habitantes.
Está integrada en la Communauté de communes Tulle et Cœur de Corrèze.

## Demografía
| 365 | 389 | 421 | 365 | 412 | 416 | 467 |
| Para los censos de 1962 a 1999 la población legal corresponde a la población sin duplicidades (Fuente: INSEE [Consultar]) |     |     |     |     |     |     |